# ادلسدراف، باواریا
ادلسدراف، باواریا (به آلمانی: Adelsdorf, Bavaria) یک شهر در آلمان است که در ارلانگن-هخشتات واقع شده‌است.

## خصوصیات
ادلسدراف ۳۱٫۶۷ کیلومترمربع مساحت دارد ۲۶۴ متر بالاتر از سطح دریا واقع شده‌است.